# Nem os Bruxos Escapam
Nem Os Bruxos Escapam, também conhecido por O Resgate, é um filme brasileiro produzido em 1975 e dirigido por Valdi Ercolani.

## Sinopse
Quatro bandidos seqüestram o filho de um rico fazendeiro. Na fuga, procuram abrigo em uma fazenda onde vivem solitárias uma viúva e sua jovem neta. Um dos ladrões começa um tórrido romance com a menina, despertando intrigas e ambições. Seu comparsa decide, então, não dividir o dinheiro do resgate.

## Elenco
- Elza Gomes
- Paulo César Peréio
- Érico Vidal
- Dirce Migliaccio
- Bernardo Pimentel
- Luiz Linhares
- Cristina Aché
- Wilson Grey
- Nildo Parente